# 제리케이
제리케이(Jerry.K, 본명: 김진일, 1984년 1월 26일 ~ )는 메익센스와 같은 로퀜스 멤버이자 래퍼이며, 2011년 해체한 소울 컴퍼니의 원년 멤버이자 최후의 멤버 중 하나이다.
그는 2009년 한 금융권 대기업에 입사, 2년 여 간 회사원으로서의 길을 걷다가, 2011년 봄 ‘사직서’라는 곡을 공개하며 힙합 음악계로 돌아왔다.
2004년 온라인 EP “일갈”을 공개하였으며, 2008년  인간의 본성과 사회 문제를 주로 다룬 첫 정규 앨범 “마왕”을 통해 가수 신해철과 같은 별칭인 ‘독설가’, ‘마왕’이라는 별명을 얻었다. 랩 듀오인 로퀜스로 “Crucial Moment”, “The Black Band” 등의 앨범을 내며 어둡고 남성적인 색깔을 보이기도 한 그는, 2011년 가을에 무료로 공개하여 20,000 다운로드를 돌파한 “우성인자 Mixtape Vol.1”을 통해 자신의 새로운 음악적 방향성을 제시한 바 있다.
소울컴퍼니 해체 후, 홀로 독립 레이블 데이즈 얼라이브 (daze alive)를 설립하였으며, 2012년 2월, 사랑 이야기만 담아 발표한 컨셉 앨범 “연애담”을 통해 음악적 경계를 넓히고, 1인 레이블로서 아트웍, 뮤직비디오, 음반 제작, 홍보 등의 작업을 직접 진행하였다. 화제의 팟캐스트 방송 ‘나는 꼼수다’와 ‘나는 꼽사리다’의 힙합 버전 로고송을 제작, 발표하기도 했다.
2012년 11월, 바깥 세상과 관계에 중점을 뒀던 전작들과 달리, 자아와 내면의 세계를 주로 다룬 2집 “TRUE SELF”를 발표하였다. 이 앨범은 “시작부터 끝까지 기승전결의 윤곽이 잡히는 배열과 흐름, 그리고 각각의 곡이 품고 있는 다양한 멋과 꼼꼼한 면모에서 드러나는 ‘완결된 앨범’”이라는 평과 더불어 제10회 한국대중음악상 최우수 랩/힙합 음반 부문에 노미네이트되었다.
2013년 5월, 사랑 이야기만 담은 컨셉 앨범 “연애담”의 후속작인 “연애담2”를 발표하였으며, 소울밴드 ‘에보니힐(Ebonyhill)’과 협연하여 세 차례의 공연을 개최하기도 하였다.
2013년 7월, 1인 레이블 체제를 고수해 오던 daze alive에 R&B 싱어 리코 (Rico)와 여성 MC인 슬릭 (Sleeq)을 영입하며 본격적인 레이블로서의 활동을 시작하였다. 8월에는 대한민국 국가정보원 여론 조작 사건에 대한 비판의 내용을 담은 곡 '시국선언'을 유튜브에 공개하며 큰 화제를 불러모았다.
2013년 11월 15일, 오피셜 믹스테입 "DOPE DYED"를 발매하였으며, 소셜 펀딩을 통해 한정판으로 제작된 CD에는 보너스 트랙 'Make You Proud'가 수록되었다.
2014년 9월 23일, 한국 사회를 살아가는 사회적 주체로서 개인들이 느끼는 감정에 대한 사실적인 묘사를 담고 있는 정규 3집 "현실, 적"을 발표했다. 미국 힙합의 정서를 설명하는 주요한 테마인 '거리의 삶'이 뿌리깊은 인종 차별과 그로 인한 구조적 불평등에 기초하고 있다는 점에 주목한 Jerry.K는, 이번 앨범에서 총이나 마약, 돈과 여자보다, 불안정한 고용과 무한 경쟁으로 대표되는 한국의 사회적 현실 속에 20대 ~ 30대 또래들이 느끼는 다양한 감정을 솔직히 풀어냄으로써, 힙합 고유의 'Street 함'을 해석하고자 했다. 버벌진트, 라디, 팔로알토, 비프리, 대니디, 김박첼라 등이 참여했다.
Jerry.K와 데이즈 얼라이브 (daze alive)는 2014년 6월 22일, 공식적으로 출범을 알린 흑인 음악 전문의 에이전시, 매니지먼트사 스톤쉽 (Stone Ship)과 계약, 폭넓은 활동을 모색할 것이라 밝혔다. 2014년 11월 15일, 데이즈 얼라이브 (daze alive)의 새 멤버로 던말릭 (Don Malik)을 영입하였다.

## 디스코그래피
- 2006.10.09 (정식 발매) - Jerry.k EP '一喝'(일갈)
- 2007.05.28 - Loquence 1집 - 'Crucial Moment'
- 2008.07.02 - Jerry.k 1집 '마왕'
- 2011.08.02 - Loquence Mixtape - 'The Black Band'
- 2011.10.13 - Jerry.k Mixtape - '우성인자 1'
- 2012.02.03 - Jerry.k EP - '연애담 : 생각해볼만한 사랑 이야기'
- 2012.09.10 - Jerry.k Mixtape - '우성인자 2'
- 2012.11.06 - Jerry.k 2집 - 'TRUE SELF'
- 2013.02.22 - Jerry.k Digital Album - 'TRUE SELF Remixes'
- 2013.05.03 - Jerry.k EP - '연애담2'
- 2013.11.15 - Jerry.k Official Mixtape - 'DOPE DYED'
- 2014.09.23 - Jerry.k 3집 - '현실, 적'
- 2014.11.17 - Jerry.k Digital Single - 'Higher'
- 2016.03.15 - Jerry.k 4집 - '감정노동'
- 2017.05.30 - Jerry.k '셰셰셰 (YES YES YEAH)'
- 2017.11.06 - Jerry.k '알약'
- 2017.11.28 - Jerry.k 'OVRWRT'
- 2018.12.30 - Jerry.k '첫눈 오는 날에는'
- 2019.09.26 - Jerry.k 'RED QUEEN THEORY'

## 참여 앨범
- 2004.06.10 - 소울 컴퍼니 - 'The Bangerz'
- 2005.02.26 - 소울 컴퍼니 - 'Official Bootleg Vol.1'
- 2005.07.28 - The Quiett - 'Music'
- 2007.02.15 - 소울 컴퍼니 - 'Official Bootleg Vol.2'
- 2007.02.27 - Soulman & Minos - 'Coffee Calls for a Cigarette'
- 2007.12.13 - Bust This - 'Hello Bust This'
- 2008.06.04 - DJ Juice - 'Street Dream'
- 2008.06.04 - Simon Dominic - 'I Just Wanna Rhyme Vol.1'
- 2008.07.17 - Revanans - 'Beholder & Xenorm'
- 2008.12.16 - 소울 컴퍼니 - 'Soulful Christmas 2008'
- 2009.02.02 - Dynamite - 'Ultimate Dynamite'
- 2009.02.16 - 클라우댄서(Cloudancer) - 1집 'A Walk In The Clouds'
- 2009.07.02 - Vitality - 'Apocalypse'
- 2009.07.17 - The Quiett - 'Back On The Beats 0.5'
- 2009.08.12 - 소울 컴퍼니 - '아에이오우 어?! pt.2'
- 2010.09.28 - Nuol - 'The Mission II'
- 2010.10.20 - 일탈 - 'NAKED'
- 2010.12.16 - 소울 컴퍼니 - 'Still A Team'
- 2011.03.10 - Loptimist - 'Lilac'
- 2011.05.18 - 소울 컴퍼니 - 'The Amazing Mixtape'
- 2011.06.05 - The Quiett - 'Back On The Beats Vol.2'
- 2011.08.04 - Crucial Star - 'A Star From The Basement'
- 2011.10.20 - Huckleberry P - 'Man In Black'
- 2011.11.04 - Mad Clown - 'Anything Goes'
- 2011.11.22 - 소울 컴퍼니 - 'The Best'
- 2011.12.07 - The Quiett - 'Stormy Friday'
- 2011.12.18 - V.A. - '나는꼼수다 로고송'
- 2011.12.29 - Paloalto - '전야제'
- 2012.02.04 - 딴지라디오 - '나꼼수'
- 2012.06.11 - 딴지라디오 - '나꼼수 Vol.2'
- 2012.07.30 - DJ Dopsh - 'Dope & Fresh'
- 2012.08.17 - Scary'P - 'Today Is'
- 2012.11.16 - Reflow - '내가 내다'
- 2012.11.22 - 아날로그소년 - '택배왔어요'
- 2013.02.28 - Pinodyne - 'PINOcchio'
- 2013.04.23 - Kuan - 'Junior'
- 2013.05.15 - Mild Beats - 'Beautiful Struggle'
- 2013.05.24 - JJK - '비공식적 기록 II'
- 2013.06.07 - Rico - 'Work That'
- 2013.08.14 - Ladies - 'Feel So Good'
- 2013.10.15 - B-Free & Optical Eyes XL - 'Nightmare Project'
- 2013.11.08 - 김박첼라 - 'Love, Peace, Revolution'
- 2013.12.16 - PRIZMOLIQ - '시대정신'
- 2014.01.15 - Chillin Monster - 'Flower'
- 2014.01.22 - Sound Providers of Korea - 'Sound Providers of Korea'
- 2014.03.24 - DJ Dopsh - 'Dopstory EP'
- 2014.03.28 - Huckleberry P - 'gOld'
- 2014.05.28 - All'That - 'Trilogy'
- 2014.10.07 - Ex8er - '돈독'
- 2015.06.09 - DJ Juice - 'Most Beautiful'
- 2015.07.24 - Doplamingo - 'Spectrum Range'
- 2015.10.30 - EahONE & Soul One - '서른어택'
- 2015.11.12 - JJK - 'PROJECT COMPOUND'
- 2016.02.22 - SCARY'P & ex8er - '8 (Eight)'

## 출연 작품

### 방송
- 2017년 ONSTYLE 《요즘 것들의 청춘진담 열정 같은 소리》

### 다큐멘터리
| 연도 | 제목          | 역할 | 비고     |
| ---- | ------------- | ---- | -------- |
| 2014 | 슬기로운 해법 |      | 나레이션 |

### 영화
| 연도 | 제목     | 역할 | 비고 |
| ---- | -------- | ---- | ---- |
| 2009 | 샘터분식 | 본인 |      |
| 2018 | 리스펙트 | 본인 |      |